# Фоссальто
Фоссальто (итал. Fossalto) —  коммуна в Италии, располагается в регионе Молизе, в провинции Кампобассо.
Население составляет 1619 человек (2008 г.), плотность населения составляет 58 чел./км². Занимает площадь 28 км². Почтовый индекс — 86020. Телефонный код — 0874.
Покровителем коммуны почитается святитель Николай Мирликийский, чудотворец, празднование 9 мая.

## Демография
Динамика населения:

## Администрация коммуны
- Официальный сайт: http://www.comune.fossalto.cb.it/